# Die Insel der verbotenen Küsse
Die Insel der verbotenen Küsse ist eine deutsche Stummfilm-Liebeskomödie aus dem Jahre 1926 von Georg Jacoby mit Marietta Millner, Elga Brink, Jack Trevor und Georg Alexander in den Hauptrollen.

## Handlung
Der Konstrukteur John Bennet hat einen Tank entwickelt, der jedes Schiff im Gleichgewicht hält, sodass ab sofort jede Seekrankheit ausgeschlossen ist. Bedauerlicherweise hat dieses Konstrukt keinerlei Auswirkung auf Bennets eigene Reiseübelkeit, und so lehnt er es entschieden ab, den Dampfer „Aequilador“, der der gleichnamigen karibischen Inselrepublik gehört, zu betreten, obwohl dieser bereits mit Bennets Erfindung ausgestattet ist. Seine Sekretärin Nell Howard hat zur selben Zeit bei einer Lotterie ein Los gezogen und den Preis einer Schiffspassage mit eben diesem Dampfer gewonnen. Bennet hat erfahren, dass Nell demnächst eine Erbschaft in Höhe von drei Millionen Dollar antreten wird, und da er ein Auge auf diese gewaltige Summe geworfen hat, engagiert er einen Privatdetektiv, der darauf Acht geben soll, dass sich während der Schiffspassage kein anderer Mann Nell nähert. Jener Detektiv übergibt jedoch diese Aufgabe dem gutaussehenden Jack Maxwell, da dieser ebenfalls an Bord gehen will, um am Zielort nach Arbeit zu suchen.
Jack weiß nicht, wie Nell aussieht und hält stattdessen die hübsche Julia Montasa, eine waschechte Aequiladorin, für seine Zielperson. Diese Frau betrachtet sich de facto als Braut Bennets aufgrund eines skurrilen Gesetzes ihres Heimatlandes, und das lautet wie folgt: Wenn sich auf der Insel zwei Menschen küssen, müssen sie einander heiraten. Dies genau geschah im Jahr zuvor, als sich Bennet auf Aequilador aufhielt und, in Unkenntnis dieser juristischen Eigentümlichkeit, Julia geküsst hatte. Als er jedoch von diesem Gesetz erfuhr, nahm er sofort Reißaus. Julia kehrt von ihrer vergeblichen Suche nach ihrem „Bräutigam“ in dessen Heimat nach Aequilador heim und wird nun von Jack ständig beschattet. Keiner weiß, dass Bennet gegen seinen Willen auf dem Schiff mitreist, denn er musste den defekten Tank reparieren und der Dampfer legte ab, ohne dass Bennet ihn noch vorher verlassen konnte. Nach allerlei weiteren Irrungen und Wirrungen lernt Jack die echte Nell kennen und lieben, während Bennet auf der Fahrt zur „Insel der verbotenen Küsse“ seine Julia wiedertrifft. Filmhappyendgerecht kommt es zu einer Doppelhochzeit.

## Produktionsnotizen
Die Außenaufnahmen (vor allem Jamaika / Antillen) zu Die Insel der verbotenen Küsse entstanden ab Mai 1926 während Georg Jacobys mehrmonatiger Weltreise zum Film Die Frau ohne Namen und im Dezember 1926 in Berlins Efa-Studios. Der Film passierte am 17. Dezember 1926 die Zensur und wurde am 21. Februar 1927 in Berlins Ufa-Theater am Kurfürstendamm uraufgeführt. Der mit Jugendverbot belegte Siebenakter besaß eine Länge von 3456 Meter. 
Hermann Warm und Franz Schroedter gestalteten die Filmbauten. Die österreichische Hauptdarstellerin Marietta Millner gab hier ihren Einstand beim deutschen Film.

## Kritiken
Das Grazer Tagblatt schrieb: „Auch dieser letzte Jacoby-Reisefilm gibt dieser glänzend eingespielten Filmtruppe reichlich Gelegenheit, ihr Können zu Land und zu Wasser zu zeigen. Nebenbei gibt es prächtige Landschaftsbilder … und reizvolle Aufnahmen von einer Märcheninsel, dieser „Insel der verbotenen Küsse“.“
Die Villacher Zeitung lobte vor allem die exotischen Schauplätze der Geschichte: „Dieser Film zeichnet sich besonders durch die sehenswerten Expeditionsaufnahmen und Landschaftsbilder aus Britisch-Indien aus.“
Die linke Arbeiter-Zeitung bemängelte an diesem eskapistischen Traumfabrik-Produkt vor allem das schwache Manuskript: „Die Geschichte die Alfred Schirokauer aus alten, abgebrauchten Motiven zusammengesetzt hat, kann es heute kaum mehr mit einem amerikanischen Durchschnittsfilmsujet aufnehmen. Wenn die Amerikaner zu den erprobtesten ältesten Mitteln greifen …dann bringen sie diese Motive doch wenigstens in eine flüssige Handlung. Die Filmfabel Schirokauers ist gekrampft, grell, unwahrscheinlich und sehr, sehr einfallsarm.“